# Publishing TeX
Publishing TeX (Publishing TeX) は、日本語用の機能を追加した TeX の一種で、通常 pTeX (pTeX) と表記される。当初アスキーが開発していたが、現在は日本語TeXコミュニティがフォークして開発を継続している。本記事ではpLaTeXに関しても併せて説明する。

## 歴史

### アスキー日本語TeXとpTeX
TeX は組版処理を行う自由ソフトウェアであり、ソースコードも公開されている。そのため、誰でも改良を加えることができる。英語圏で開発された TeX を日本語に対応させる試みはいくつかあって、NTT によるもの (NTT JTeX) や、アスキーによるもの（アスキー日本語 TeX）が代表的であった。互換性を維持するなどの技術的な理由で、当初はどちらも縦組みの文章を組版できなかった。
このような状況の中で、1990年にアスキーは TeX の改造を進めて縦組みにも対応させ、これを機にその名称を “pTeX” (Publishing TeX) に改めた。
TeX 上の拡張マクロセット LaTeX を日本語に対応させた、pTeX 上の拡張マクロセットもある。これを pLaTeX と呼ぶ。
アスキーでは、pTeX を含む様々な編集ツール群を開発し、自社の出版業務に使用するとともに、このツール群を “EWB” (Editor's Work Bench) と呼んで公開もしている。

### コミュニティ版pTeX
一方、2006年以降、アスキーによるpTeXおよびpLaTeXの更新は行われていない状況であった。2016年、最新のTeXやLaTeXへの対応など今後の開発を目指す日本語TeX開発コミュニティがフォークして開発を開始した。

## 派生版
pTeXには派生版が存在する。
- upTeX - 2007年、田中琢爾作。内部をUTF-8対応させたもの。TeX Live 2012で取り込まれた[注 1]。
- ε-pTeX - 2008年、北川弘典作。ε-TeXと同じくレジストリ数を拡張したもの。TeX Live 2011で取り込まれた[注 2]。

派生版については、2012年の北川の講演資料が詳しい。